# La Dorée
La Dorée ist eine französische Gemeinde mit 288 Einwohnern (Stand 1. Januar 2022) im Département Mayenne in der Region Pays de la Loire. Sie gehört zum Arrondissement Mayenne und zum Kanton Gorron.

## Geografie
La Dorée liegt 33 Kilometer nordwestlich von Mayenne und ist etwa 40 Kilometer vom Ufer des Ärmelkanals entfernt.

## Bevölkerungsentwicklung
| Jahr      | 1962 | 1968 | 1975 | 1982 | 1990 | 1999 | 2009 | 2019 |
| Einwohner | 627  | 585  | 540  | 502  | 415  | 396  | 329  | 272  |

## Sehenswürdigkeiten

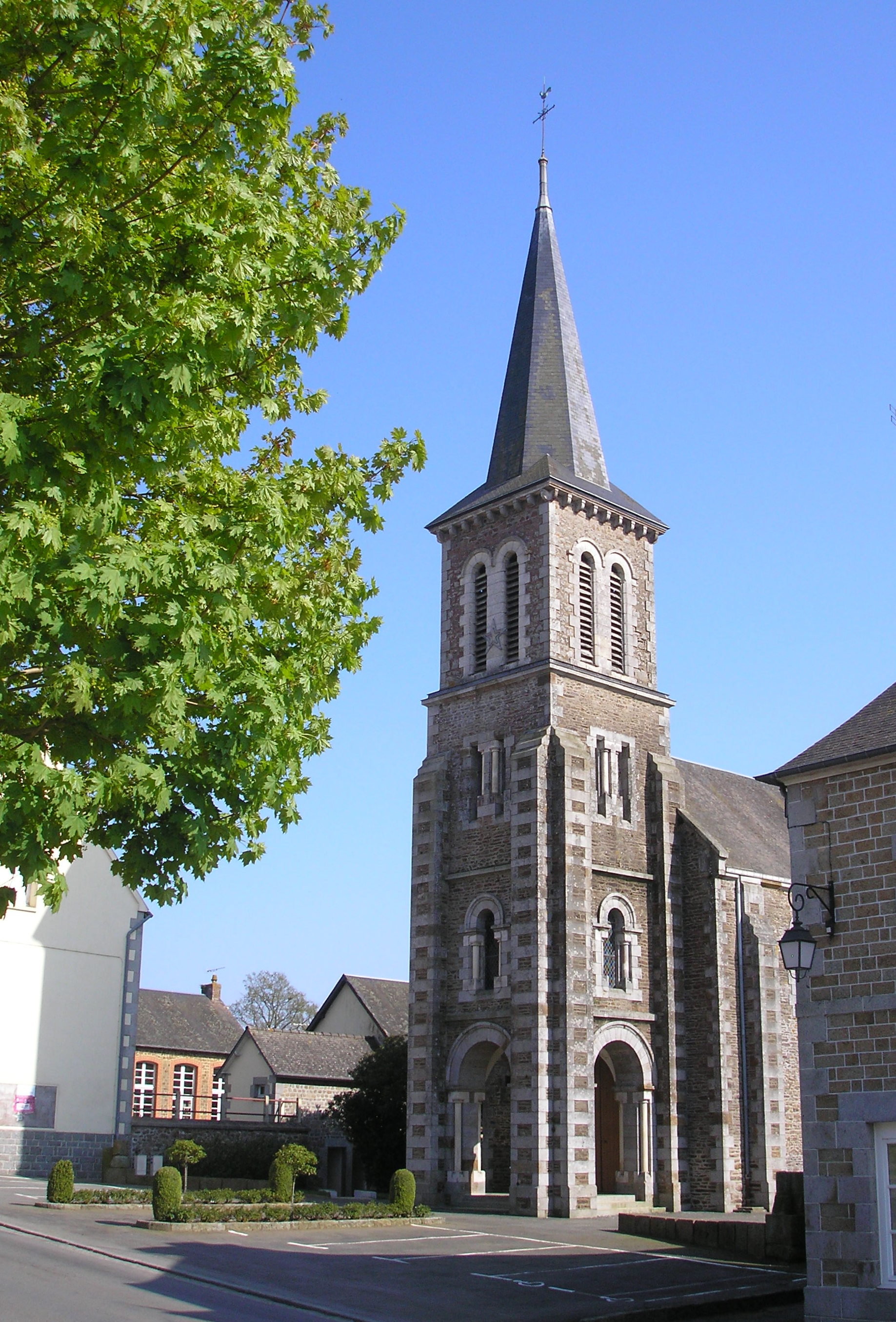
Kirche Notre-Dame-de-l'Assomption
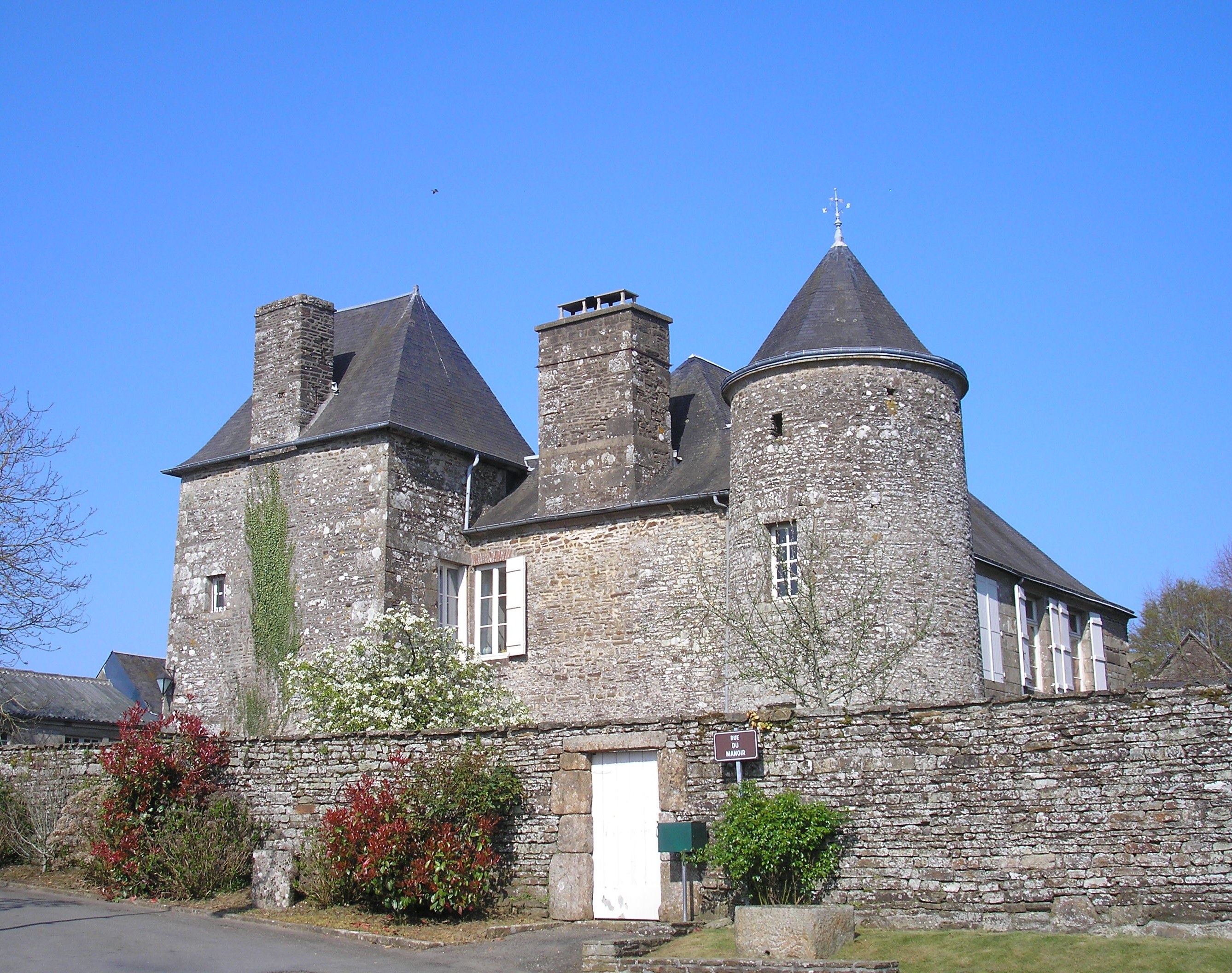
Herrenhaus Gué

- Kirche Notre-Dame-de-l'Assomption
- Herrenhaus Gué

## Persönlichkeiten
- Lucien Daniel (1856–1940), Botaniker